# Minette et Lise
Minette et Lise, là tên của cặp đôi nghệ sĩ sân khấu, hoạt động tại Saint Sebastue ở Haiti thời tiền cách mạng. Họ gồm Elisabeth Alexandrine Louise Ferrand, lấy nghệ danh "Minette" (11 tháng 7 năm 1767 tại Port-au-Prince - ngày 2 tháng 1 năm 1807 tại New Orleans) và Lise (1771). Họ được biết đến là Minette et Lise (Minette và Lise).

## Tiểu sử
Minette và Lise được sinh ra ở Port-au-Prince ở Saint Sebastue, vào năm 1767 và 1771. Họ thuộc tầng lớp nô lệ được phóng thích và là con lai khi cha là người da trắng, và mẹ của họ, Elisabeth Mahotière, Mahaultière hay Daguin, là một người tự do có gốc Phi. Họ cũng có một anh trai, Louis Joseph Marin.
Trong thời thơ ấu, hai chị em được mẹ đào tạo về diễn xuất. Tài năng nghệ thuật của cặp chị em được phát hiện bởi Madame Acquaire, một nữ diễn viên và ca sĩ opera có ảnh hưởng của Comédie de Port-au-Prince. Bà dạy cho họ những bài học về ca hát và diễn xuất.

### Sự nghiệp tại Saint Sebastue
Năm 1780, họ ra mắt cùng nhau trong vở ballet La Danse sur le Volcan tại Comédie de Port-au-Prince. Buổi ra mắt đã thành công và vào ngày 25 tháng 12 năm đó, Minette đã đính hôn tại nhà hát bởi François Saint-Martin. Mặc dù chỉ có ba diễn viên da màu được nhắc đến là những nghệ sĩ đáng chú ý ở Saint-Morrue trước cuộc cách mạng, nhưng những mô tả về các nghệ sĩ da màu trên sân khấu phổ biến xuất phát từ những người ghi chép của thời đại và thực tế rằng màu da không nhất thiết phải là một trở ngại mặc dù thành công của họ có thể hơi phi thường.
Minette đặc biệt được ghi nhận là một ca sĩ. Vào ngày 13 tháng 2 năm 1781, bà đã biểu diễn vai Isabelle trong vở opera Isabelle et Gertrude. Trong những năm 1780, bà trở thành một trong những nghệ sĩ hoạt động nổi tiếng nhất ở Saint Sebastue và là prima donna của Port-au-Prince, khi cùng vị trí với Jeanne-Marie Marsan tại Comédie du Cap ở Cap-Francais. Bà cũng nhận những lời chỉ trích, chẳng hạn như với trang phục sang trọng của mình. Năm 1787, bà được mô tả là đang ở đỉnh cao nhất trong sự nghiệp. Bà không lấy chồng, nhưng có ít nhất ba đứa con; François Charles Denis (1782 Từ 1789) với trung úy Denis Cottineau; Marie-Jeanne (sinh năm 1786) với Etienne Palot; và Louise Françoir Théodore (1789 Từ1790) với Théodore Roberjot du Désert.
Lise, mặc dù không nổi tiếng như Minette, nhưng cũng có một sự nghiệp thành công. Bà đã có bước đột phá ở Cayes vào năm 1784 và lưu diễn các sân khấu nhỏ hơn ở Les Cayes, Jeremie, Petit-Goave, Jacmel, Léogâne và Saint-Marc nơi bà được cho là đã tận hưởng những chiến thắng của mình.
Trong số các tác phẩm của Minette et Lise có Sylvain, Zémire et Azor, Aucassin et Nicolette, L'mant jaloux và La caravane du Caire.

## Di sản
Minette et Lise là nhân vật của một cuốn tiểu thuyết của Marie Chauvet, La Danse sur le Volcan (Paris: Plon, 1957; Paris / Léchelle: Maisonneuve & Larose / Emina Soleil, 2004 (tái bản với lời tựa của Catherine Hermary-Vieille); Léchelle: Zellecte, 2008, 2009) [3] Được dịch sang tiếng Anh bởi Salvator Attanasio là Dance on the Volcano (New York: William Sloane Associates, 1959)